# 澤田南
澤田 南（さわだ みなみ、本名同じ、1988年〈昭和63年〉6月1日 - ）は、岐阜県恵那市出身のタレント。FIRST AGENT所属。ウェザーニューズ時代の愛称はみなみん。公式ブログ名は名前を逆から読んだ、「みなみだわさ」であるが、だわさは愛知の方言である。

## 来歴・人物
- 1988年6月1日、岐阜県に生まれる。
- 2010年12月、民間気象会社ウェザーニューズが新たなキャスターを導入すべく実施したウェザーニュースキャスターオーディションを受験。その後書類審査を経て、ウェザーニュース会員による一般投票により内定を受けていた企業がありながらもオーディション合格。合格者3名の中の1人に選出された[1]。
- オーディション終了後、及び2011年1月より、同年2月へのデビューに向けた研修期間の末、同年2月8日、朝の番組『SOLiVE モーニング』よりデビューとなった[2]。
- 2011年3月23日、成城大学文芸学部英文学科を卒業。元TBSアナウンサーで現フリーアナウンサーの吉田明世は大学の同級生で、アルバイトも一緒だった[3]。
- 2012年5月29日、恵那市観光親善大使に任命される[4]。
- 2014年2月28日のSOLiVE サンセットをもってSOLiVE24のキャスターを卒業した。
- 弟がいる[5]。

## 出演番組

### SOLiVE24
- SOLiVE モーニング（2011年2月8日 - 2012年9月19日 週2回から3回程度[6]）
- SOLiVE トワイライト（2011年6月8日 - 2012年9月17日週1回[7]）
- SOLiVE サンシャイン（2012年1月14日 - 8月24日 週1回）
- SOLiVE ムーン（2012年9月24日 - 2014年2月24日）
- SOLiVE ムーン（2012年9月24日 - 2014年2月24日 月曜から水曜の週3回）
- SOLiVE ナイト（2012年9月27日 - 2013年4月25日 原則として毎週木曜と日曜の週2回）
- ニコニコ生放送お天気お姉さんがニコ生やってみた（2012年11月12日 - 2014年2月27日 ）※当初はSOLiVEムーンと同じ出演曜日
- SOLiVE サンセット（2012年12月8日 - 2014年2月28日 週2回）
- SOLiVE コーヒータイム（2013年5月11日)

### その他
- ブラマヨ弾話室(BSフジ、2014年4月 - ）
- ありがとッ!（tvk、2015年4月 - 2016年3月 ） 木曜日「ガーデンヒーリング」コーナー担当
- 生島ヒロシのサタデー・一直線（TBSラジオ、2015年4月 - ）
- BOAT RACEライブ 〜勝利へのターン〜(BSフジ他） - リポーター
- ビジネスリポート NEO（テレビ東京、2016年 - ） - ナビゲーター
- 橋本マナミのヨルサンポII（BSフジ、2017年4月 - 2017年9月） - 副隊長
- 橋本マナミのヨルサンポV（BSフジ、2018年10月 - 2019年3月）
- 橋本マナミのヨルサンポⅥ（BSフジ、2019年4月 - ）
- いい伊豆みつけた（伊豆急ケーブルネットワーク） - レポーター
  - ゆったり・のんびり　伊東でくつろぐ休日（2020年8月第一週）[8]
  - 心ワクワク! 山も海も楽しい西伊豆町（2020年9月第三週）[9]

## SOLiVE24の番組内に関する備考
- 2011年3月23日は先述の卒業式出席[10]のため『SOLiVE モーニング』を休演。今田佐和子が代演。
  - 同様な理由で4月15日の金曜日は、ソラウタPV撮影のため番組を休演し今田が代演。
- 2011年6月16日は、沖縄県から皆既月食の中継レポートを実施。このため『SOLiVE モーニング』は休演した[11]。
- 2011年8月28日の日曜日は、今田佐和子が休演したため『SOLiVE モーニング』へ出演した。なお、同様な理由で9月19日の月曜日も同番組へ出演している。
- 2011年9月14日の水曜日は、横町藍が夏休みのため『SOLiVE トワイライト』へ出演。
- 2011年9月23日から9月26日まで、夏休みのため出演番組を休演[12]。
- 2011年9月27日の火曜日は、河村が休日のため「SOLiVE トワイライト」を代行[13]。
- 2011年10月8日の土曜日は、横町藍と共に『SOLiVE サタデー』へ出演した。この関係で同日の「SOLiVE モーニング」には出演せず、今田佐和子が代理を担当[14]。
- 2011年10月22日の土曜日は、『SOLiVE モーニング』を担当した後、同期の河村と『SOLiVE サタデー』に出演。なお、澤田はこの日が自身初のダブルヘッダーである。
- 2011年11月21日の月曜日は、河村と堀田が共に休日のため『SOLiVE トワイライト』に出演した。このため、26日の土曜日は『SOLiVE モーニング』を休演し、河村が代理を担当。
- 2011年12月22日の木曜日は、『SOLiVE トワイライト』に出演後、『ソラトモパーティー2011』へ出席。
- 2012年1月29日の日曜日は、『SOLiVE モーニング』をメインで担当している今田佐和子が前夜の『SOLiVE サタデー』出演に伴う休日の関係で、番組を代行した[15]。
- 2012年4月1日の日曜日は、今田が休日のため『SOLiVE モーニング』を代行した[16]。なお、13日も同様な理由で代行している。
- 4月20日から24日まで、休暇のため出演番組を休演。
- 2012年4月28日の土曜日と29日日曜日は、堀田が共に休暇のため『SOLiVE サンシャイン』を代行。なお、同様な理由で5月1日の火曜日も同番組を代行を果たしている。
- 2012年6月23日の土曜日は、名古屋市瑞穂公園陸上競技場の場外広場で『SOLiVE24 会いに行く天気予報』のキャストを今田・堀田と共に担当。
- 2012年8月12日の日曜日は、『SOLiVE サンシャイン』出演後に19時から1時間「ソラウタ製作委員会」特番へ出演した[17]。
- 2012年10月4日の木曜日は、『SOLiVE ナイト』を休演した(理由は不明)[18]。
- 2012年10月20日の土曜日は、後述する『SOLiVE スター』放送の関係で『SOLiVE ナイト』を休演した[19]。
- 2012年10月21日の日曜日は、山岸愛梨が『SOLiVE スター』(直前特番及び本放送)出演のため『SOLiVE ムーン』の放送を代行。[20]
- 2013年1月29日の火曜日は、諸事情のため『SOLiVE ムーン』を休演。木島が代行。
- 2013年2月5日の火曜日は、『SOLiVE ムーン』を休演した一方で、『SOLiVE Korea』へ出演した。なお、『SOLiVE Korea』の現役SOLiVEキャスター出演は初。